# Райлли, Майк
Майк Райлли (англ. Mike Reilly; род. 13 июля 1993, Чикаго, Иллинойс) — американский хоккеист, защитник. Выступает за клуб «Каролина Харрикейнз» в Национальной хоккейной лиге (НХЛ).
В составе национальной сборной США участник чемпионата мира 2015 (10 матчей, 0+1). В составе молодёжной сборной США участник чемпионата мира 2013.

## Достижения
- Бронзовый призёр чемпионата мира (2015)
- Победитель молодёжного чемпионата мира (2013)